# VOOC
VOOC (Voltage Open Loop Multi-step Constant-Current Charging) Công nghệ sạc nhanh, còn được gọi là "Dash Charge" trên điện thoại có thương hiệu OnePlus, là một công nghệ sạc nhanh được tạo ra bởi OPPO Electronics. Trái ngược với công nghệ USB Power Delivery và Qualcomm Quick Charge, giúp tăng điện áp trong khi sạc nhanh, VOOC sử dụng dòng điện cao hơn so với sạc có cổng USB 2.0 thông thường; VOOC hoạt động ở mức 5V và 4A để phù hợp với điện áp pin bên trong, loại bỏ nhu cầu điều chỉnh điện áp bên trong điện thoại di động, sẽ làm cho điện thoại nóng lên không mong muốn. Công nghệ sạc nhanh VOOC được báo cáo là làm giảm nhiệt độ của bộ sạc và tạo giao diện từ bộ chuyển đổi sang điện thoại, theo tuyên bố của OPPO, cải thiện tốc độ và độ an toàn của sạc.
OPPO cũng cấp phép công nghệ của mình cho OnePlus và Vivo thông qua một thương hiệu khác của công ty cổ phần BBK Electronics. VOOC 2.0 đã được cấp phép cho OnePlus dưới dạng công nghệ Dash Charge. Phiên bản SuperVOOC đơn, 30W (5V/6A) cũng đã được cấp phép cho OnePlus dưới dạng Warp Charge. OnePlus không tiếp thị điện thoại của mình dưới dạng tương thích VOOC mặc dù thực tế là VOOC 2.0 và Dash tương thích. Vào tháng 6 năm 2019, Vivo đã trêu chọc công nghệ Super FlashCharge có khả năng sạc lên tới 120W.
Kể từ tháng 7 năm 2019, VOOC đã được cấp phép cho 14 tập đoàn khác, hầu hết trong số đó là trong ngành công nghiệp sạc điện thoại và dải điện. OPPO tuyên bố rằng hơn 1000 bằng sáng chế xung quanh VOOC đã được nộp trên toàn thế giới.

## Phiên bản
Tính đến  năm 2019, VOOC đã có 3 phiên bản:
- VOOC 2.0, hoạt động ở mức 5V/4A.
- VOOC 3.0 (2019), một công nghệ tuyên bố nhanh hơn 23,8% so với VOOC và "dựa trên công nghệ mới". Nó dường như là một phiên bản 5V/ 5A của VOOC.[8]
- SuperVOOC (2018), bản kế nhiệm của VOOC 2.0 với 10V/5A. Nó sạc pin hai cell nối tiếp.[9]

## Thiết bị

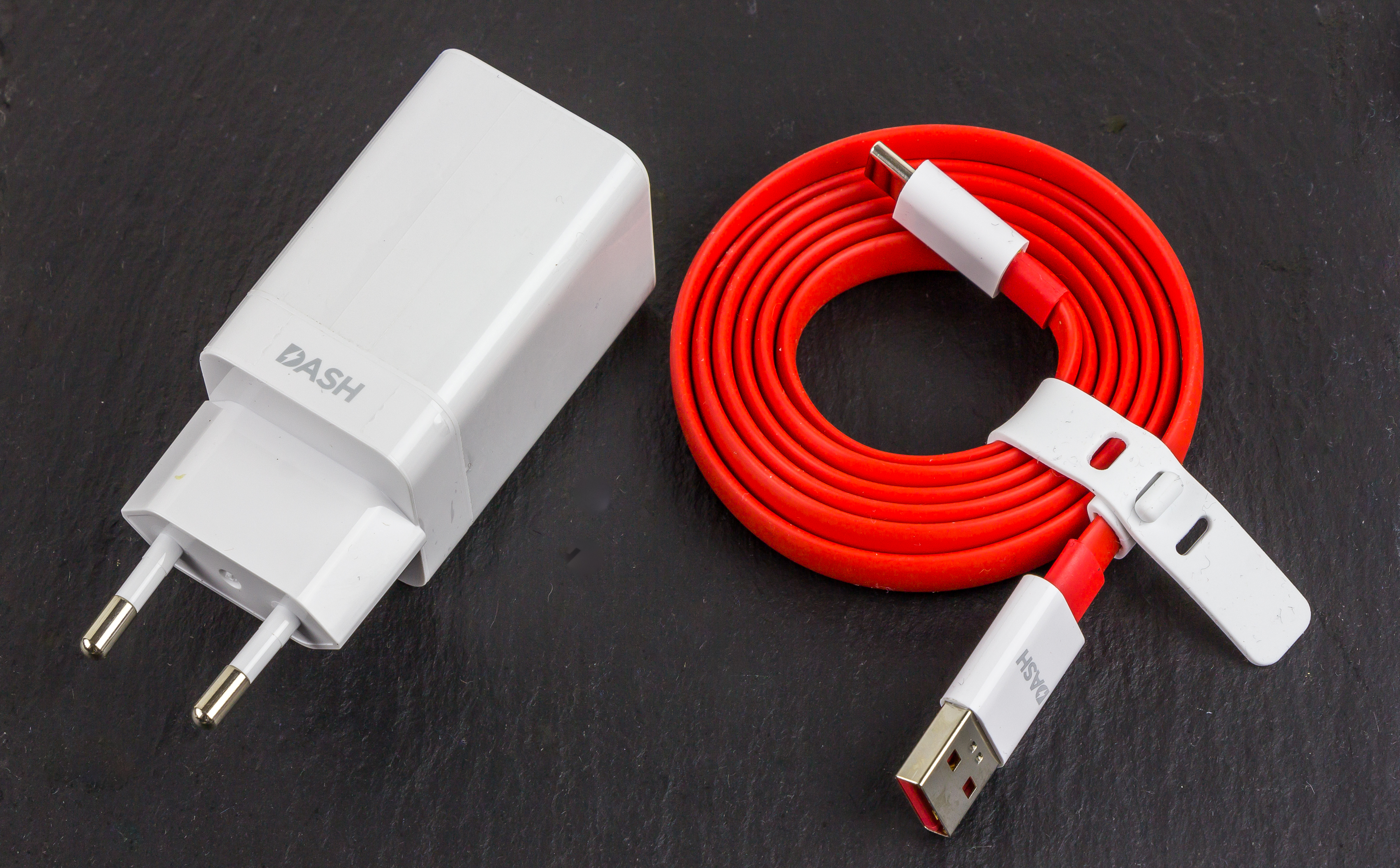
DashCharge cho OnePlus 5

- VOOC 3.0 đã được hỗ trợ cho Oppo F11, Oppo K3, dòng Oppo Reno, Realme 3 Pro, Realme 5 Pro, Oppo F-15, Reno3.[8]
- VOOC 4.0 đã được hỗ trợ cho Oppo Reno3 Pro, Reno4, Realme 6, Realme 6 Pro
- SuperVOOC đã được hỗ trợ cho Oppo Find X, OPPO R17 Pro, Oppo Reno5 và Realme X2 Pro.[9]
- SuperVOOC 2.0 đã được hỗ trợ cho Oppo Find X2 series và Oppo Reno4 Pro.
- DartCharge đã được hỗ trợ cho Realme 7.
- SuperDart đã được hỗ trợ cho Realme 7 Pro. 
  - Warp Charge đã được hỗ trợ cho OnePlus 7.[5]
- VOOC 2.0 được OPPO R6 hỗ trợ thông qua Oppo R15, bởi F1 (Find 1) Plus thông qua Find X, Realme 3 Pro, Realme X và Oppo N3.[10][11][12]
  - Các thiết bị OnePlus kể từ OnePlus 3 hỗ trợ Dash Charge, tuyên bố sẽ sạc "trong nửa giờ mà sài trong 1 ngày".[13]

Tất cả các mẫu được báo cáo bao gồm các biến thể "s" (hoặc OnePlus "T"), Plus và Pro ".
Bộ xử lý di động của Oppo, Oppo H1-2SE, cũng có tính năng sạc VOOC.

## Công nghệ
Tất cả các phiên bản của VOOC đều yêu cầu cáp đặc quyền để hoạt động. Ngoài các yêu cầu về điện như độ dày cho dòng điện cao, giao thức VOOC 2.0/Dash yêu cầu chân thứ năm trên cáp (USB-A đến USB-C) để giao tiếp qua. Không có giao tiếp như vậy, bộ sạc chạy ở giới hạn 5V/1.5A.
Ở đầu điện thoại Android, mã giao tiếp VOOC là mã nguồn mở theo Giấy phép Công cộng GNU (GNU GPL) phiên bản 2 như một phần của nhân Linux đã sửa đổi và đã được sử dụng bởi các ROM tùy chỉnh như Lineage OS. Mã phần sụn cho vi điều khiển PIC16F trên "VOOC IC" cũng được xác định trong mã. Có một số tài liệu thô sơ được cung cấp bởi OnePlus, trong đó đề cập đến chip đo pin BQ27541 được sản xuất bởi Texas Cụ, với các phần mở rộng giao thức dành riêng cho Dash. Mã nguồn cho phép tạo danh sách các bộ phận được sử dụng cho công nghệ: ví dụ: Find X sử dụng chip pic1508 / stm8s trên bộ chuyển đổi và chip sạc hai cell bq25882 trên điện thoại. Máy đo BQ27541 được đổi lấy máy đo BQ28Z610 có thể xử lý các gói pin hai cell.

## Tiếp thị
OnePlus đã nhận ra điểm yếu của nhiều điện thoại di động khác với công nghệ sạc nhanh để làm chậm đáng kể tốc độ sạc trong quá trình hoạt động của thiết bị, sử dụng nó như một cơ hội để quảng bá các thiết bị hỗ trợ Dash Charge, không điều tiết năng lượng đầu vào trong khi hoạt động.

## Các công nghệ sạc khác
- USB-PD và PPS
- Quick Charge của Qualcomm
- Pump Express của Mediatek
- SuperCharge của Huawei